# Walk of Life
Walk of Life – utwór zespołu Dire Straits, napisany przez Marka Knopflera, został zamieszczony na albumie Brothers in Arms i był czwartym singlem z tego albumu.
Według informacji umieszczonej w specjalnym jubileuszowym wydaniu albumu Brothers in Arms, utwór nie miał znaleźć się na tym albumie, ponieważ producent Neil Dorfsman sądził, że nie pasuje on do reszty albumu. Jako singel dotarł do 2. miejsca na angielskiej liście przebojów i 7. miejsca w Stanach Zjednoczonych.
W późniejszym czasie cover utworu został nagrany przez The Shadows i Grant & Forsyth.